# کولونتار
کولونتار (به مجاری:  Kolontár) یک شهرداری در مجارستان است که در وسپرم واقع شده‌است. کولونتار ۲۱٫۷۲ کیلومتر مربع مساحت و ۸۴۵ نفر جمعیت دارد.